# Agnostopelma
Agnostopelma là một chi nhện trong họ Theraphosidae.

## Các loài
Chi này gồm các loài:
- Agnostopelma gardel Pérez-Miles & Weinmann, 2010
- Agnostopelma tota Pérez-Miles & Weinmann, 2010